# Porto villamosvonal-hálózata
Porto villamosvonal-hálózata (portugál nyelven: Elétricos do Porto) egy 1435 mm-es nyomtávolságú villamosvonal-hálózat Portugáliában, Portoban. A város első járata 1872-ben indult, mint lóvasút, majd az első igazi villamos 23 évvel később, 1895-ben. A lóvontatás még 1904-ig megmaradt a városban. Ezután néhány éven belül az összes vonalat villamosították. Jelenleg a hálózat három vonalból áll, melyen egyaránt közlekednek modern szerelvények és régi nosztalgiajáratok is.
Üzemeltetője a Sociedade de Transportes Colectivos do Porto (STCP).

## Képgaléria

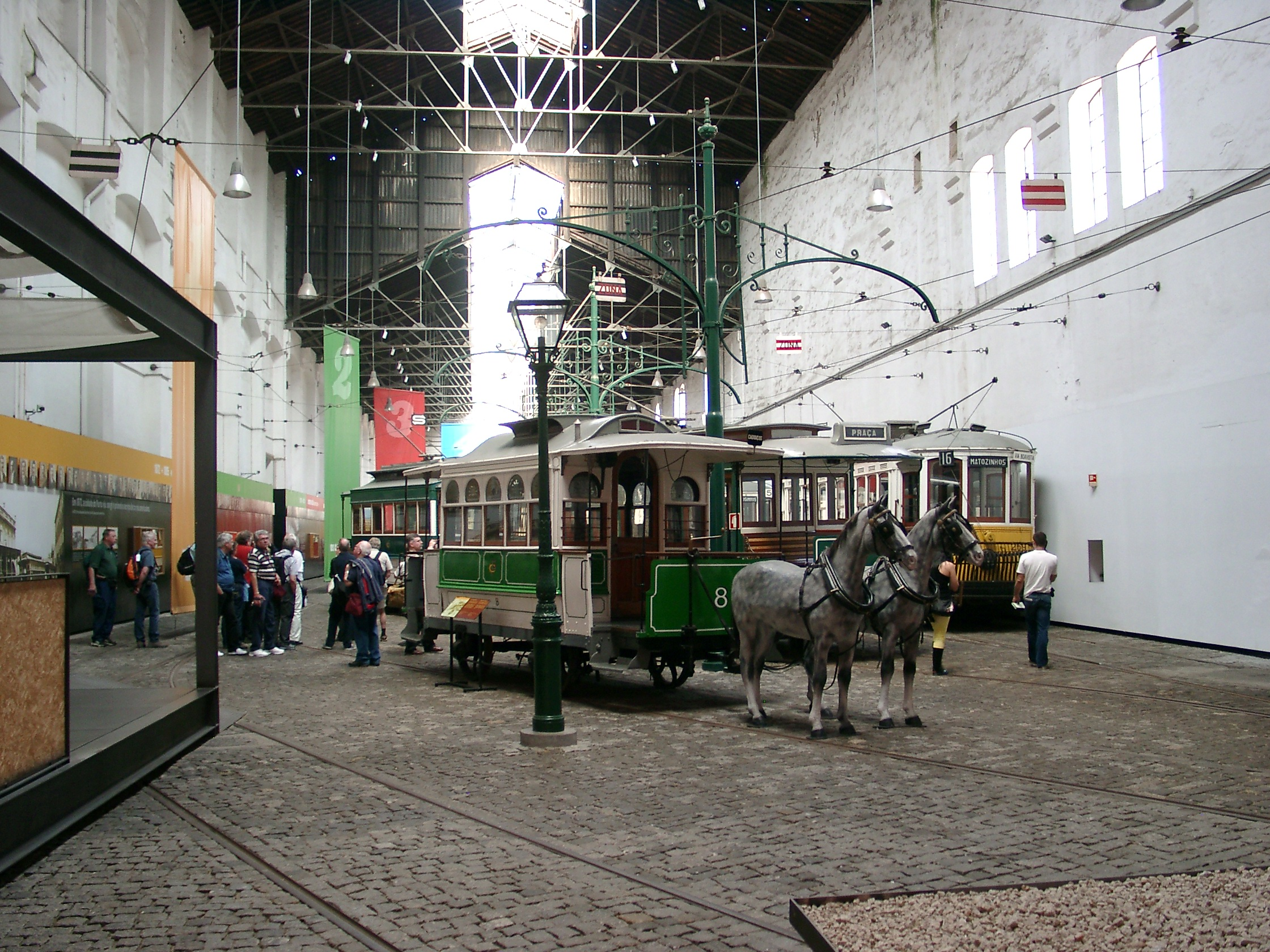
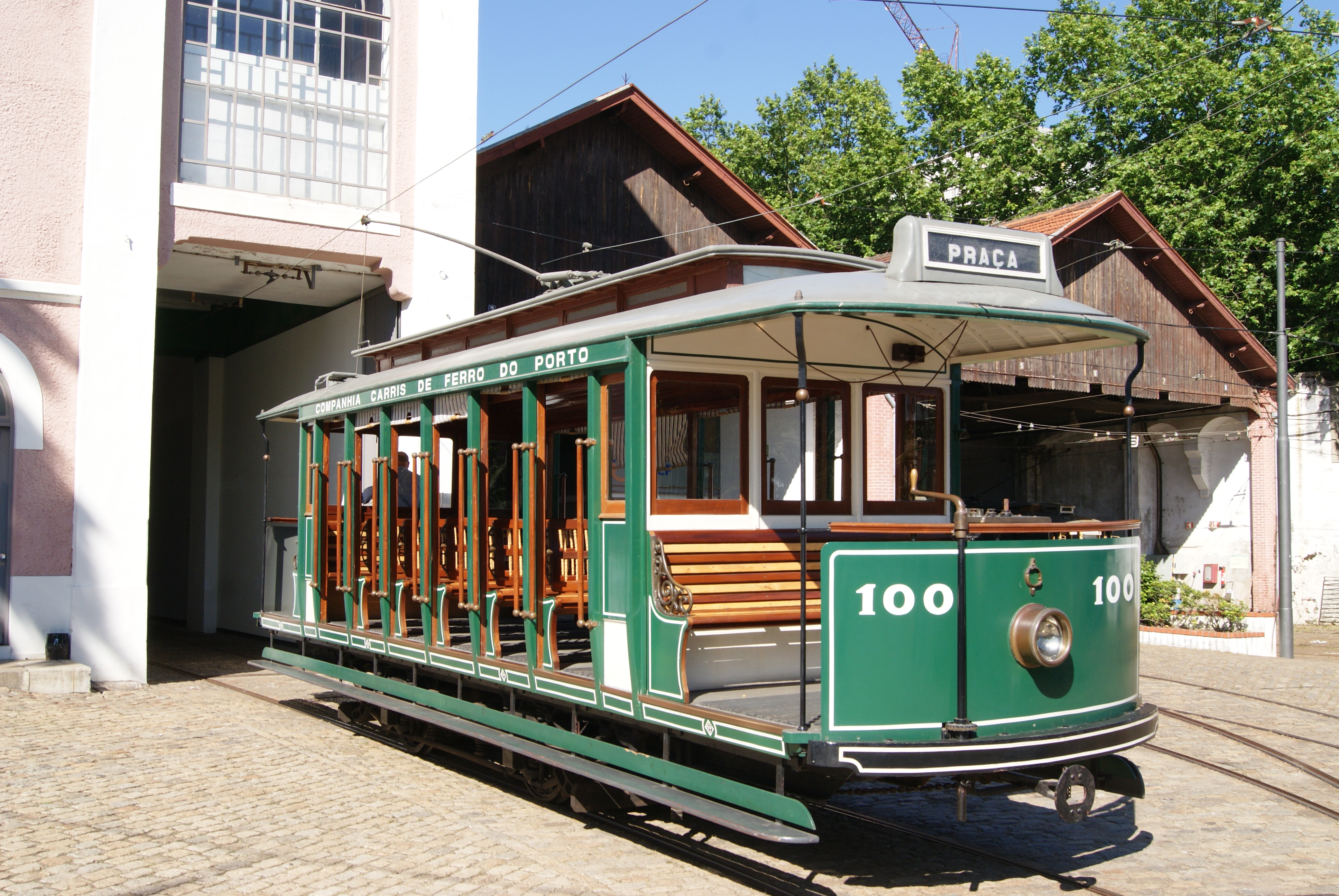
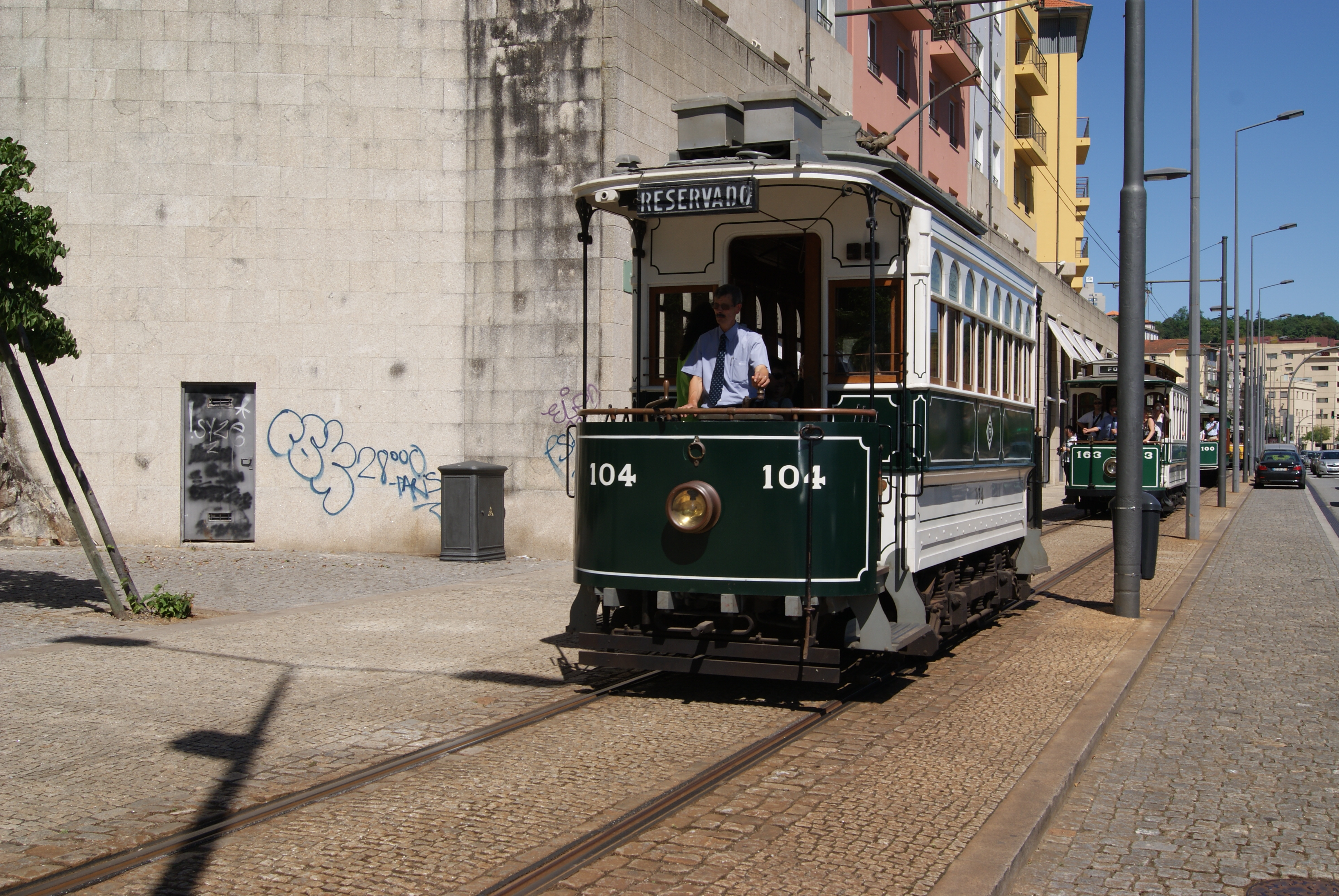
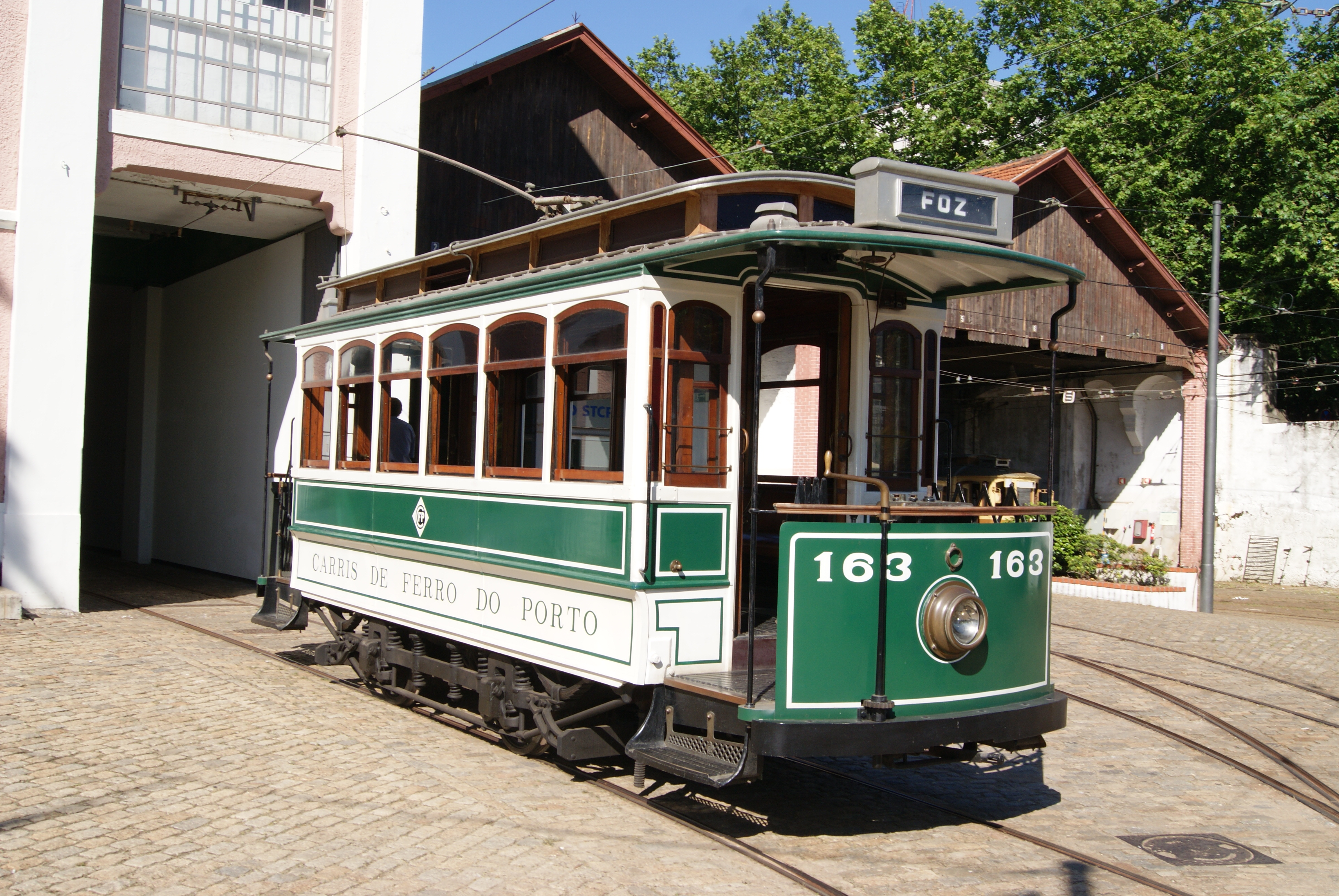
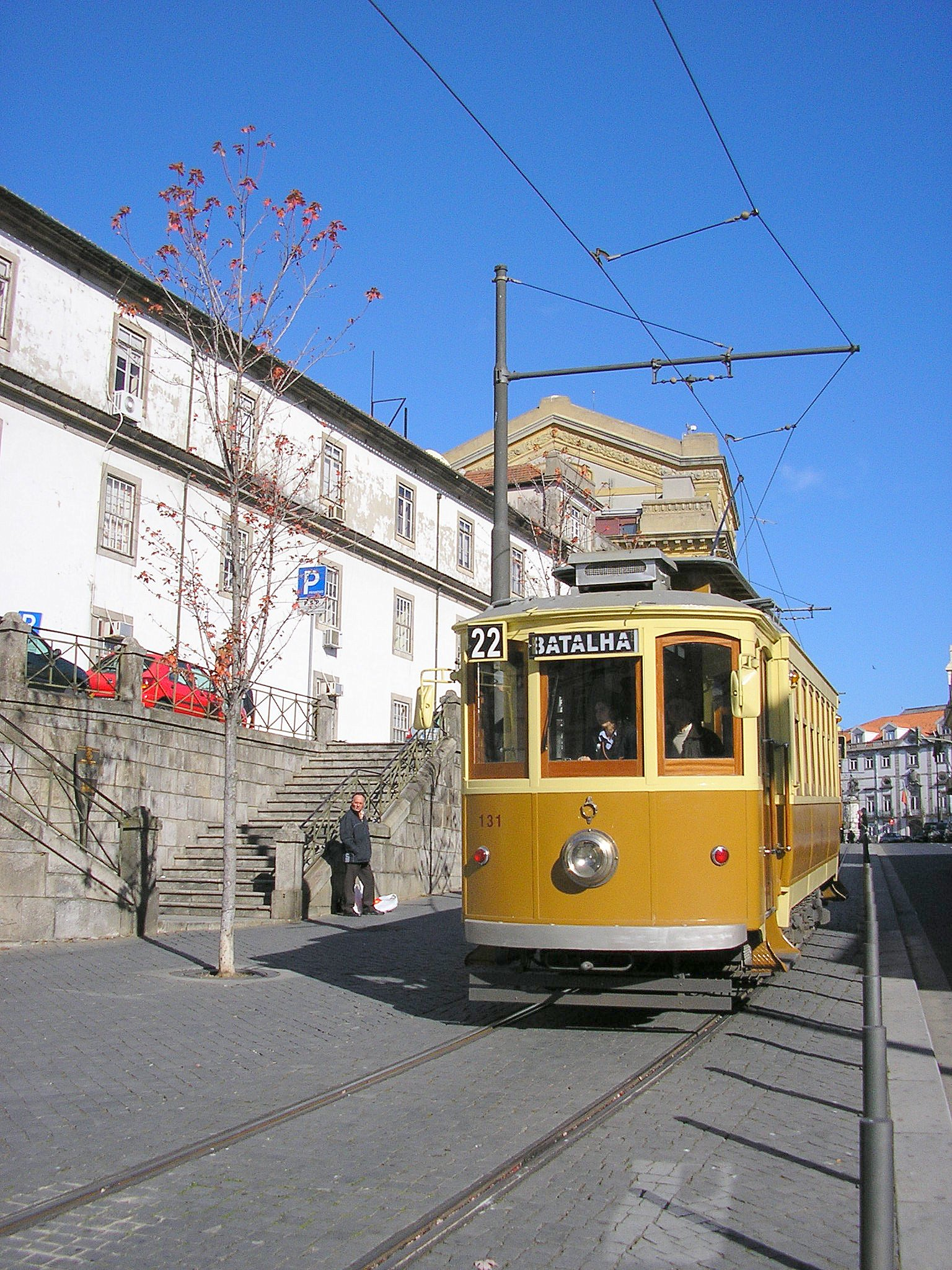
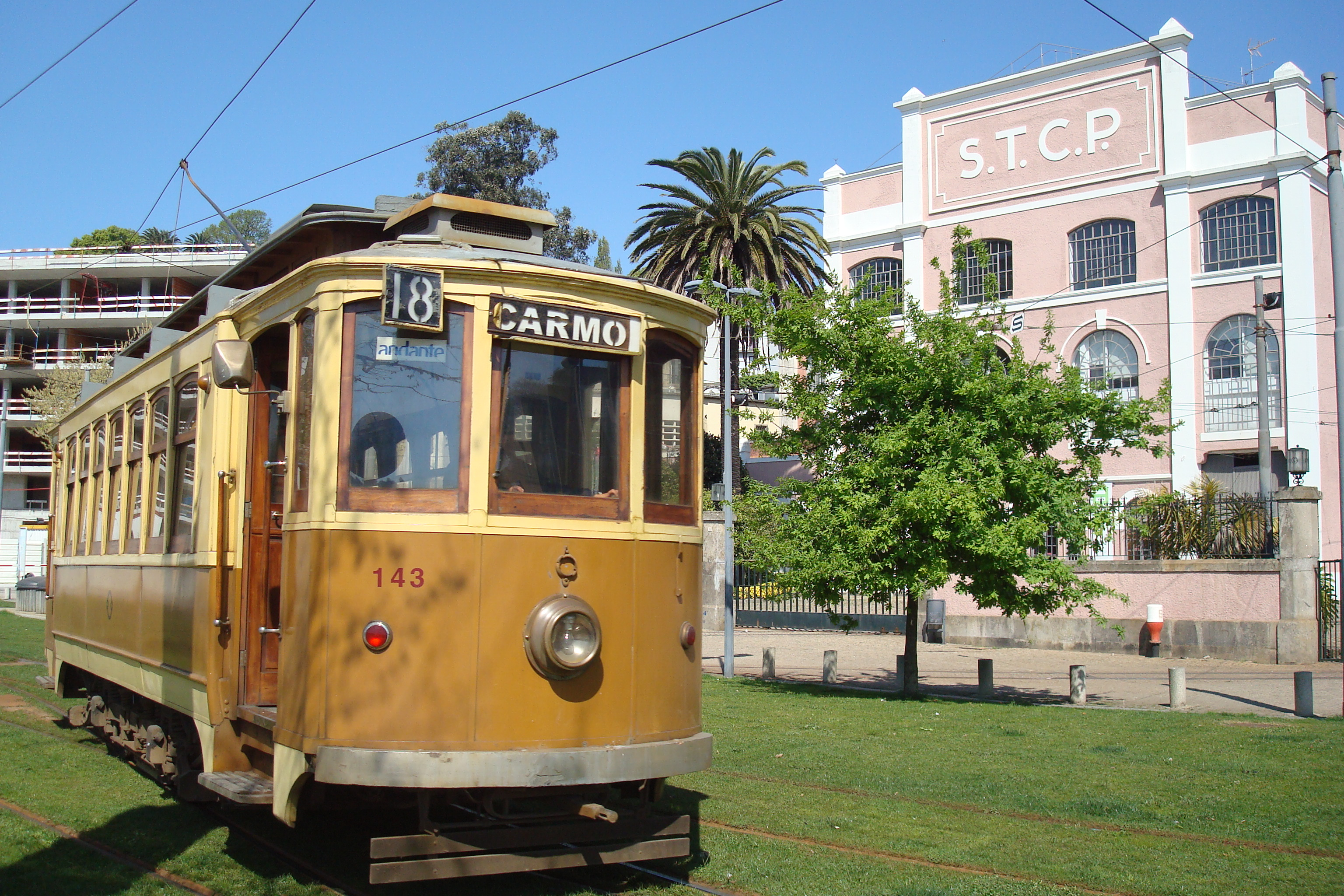
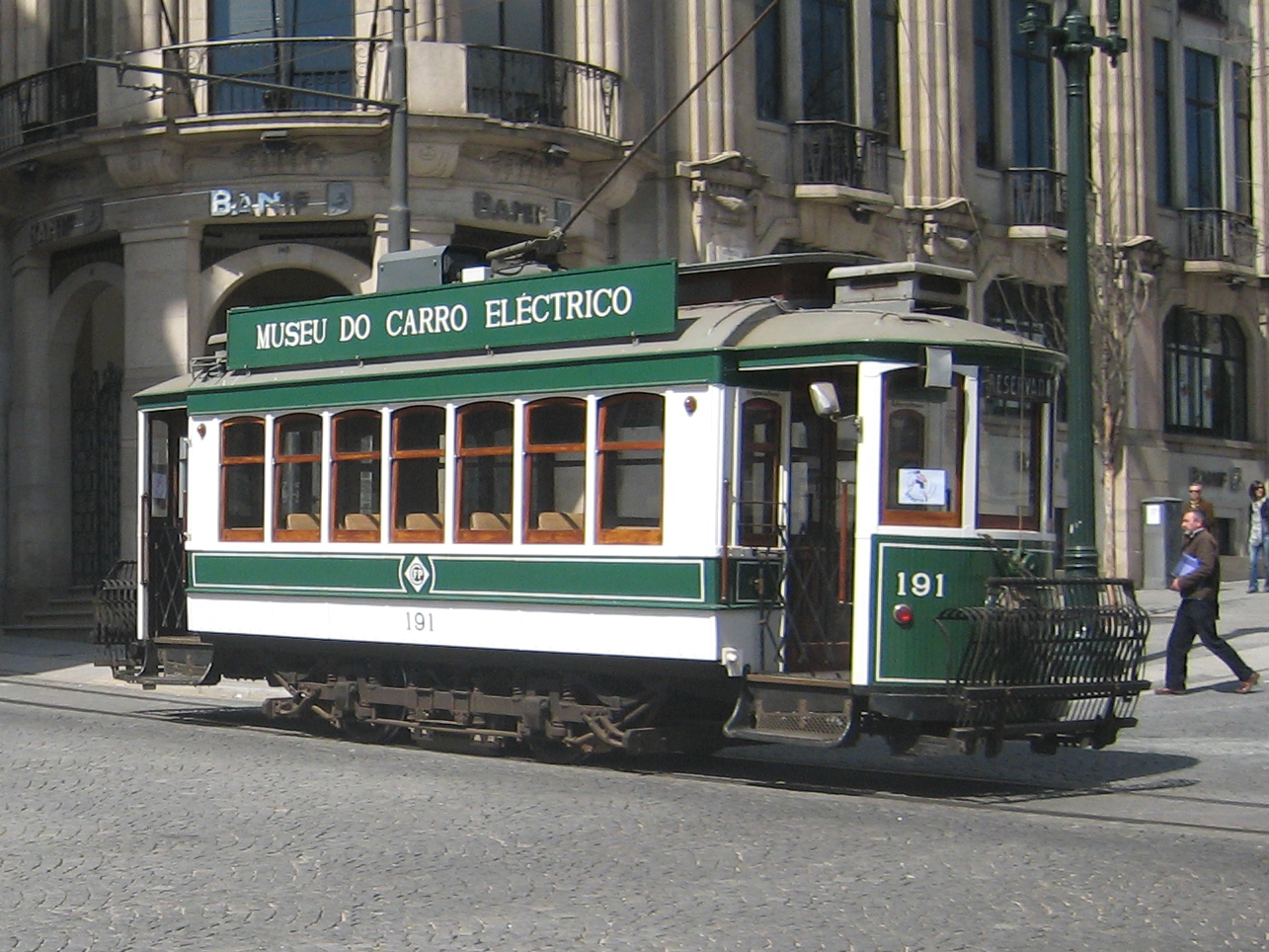
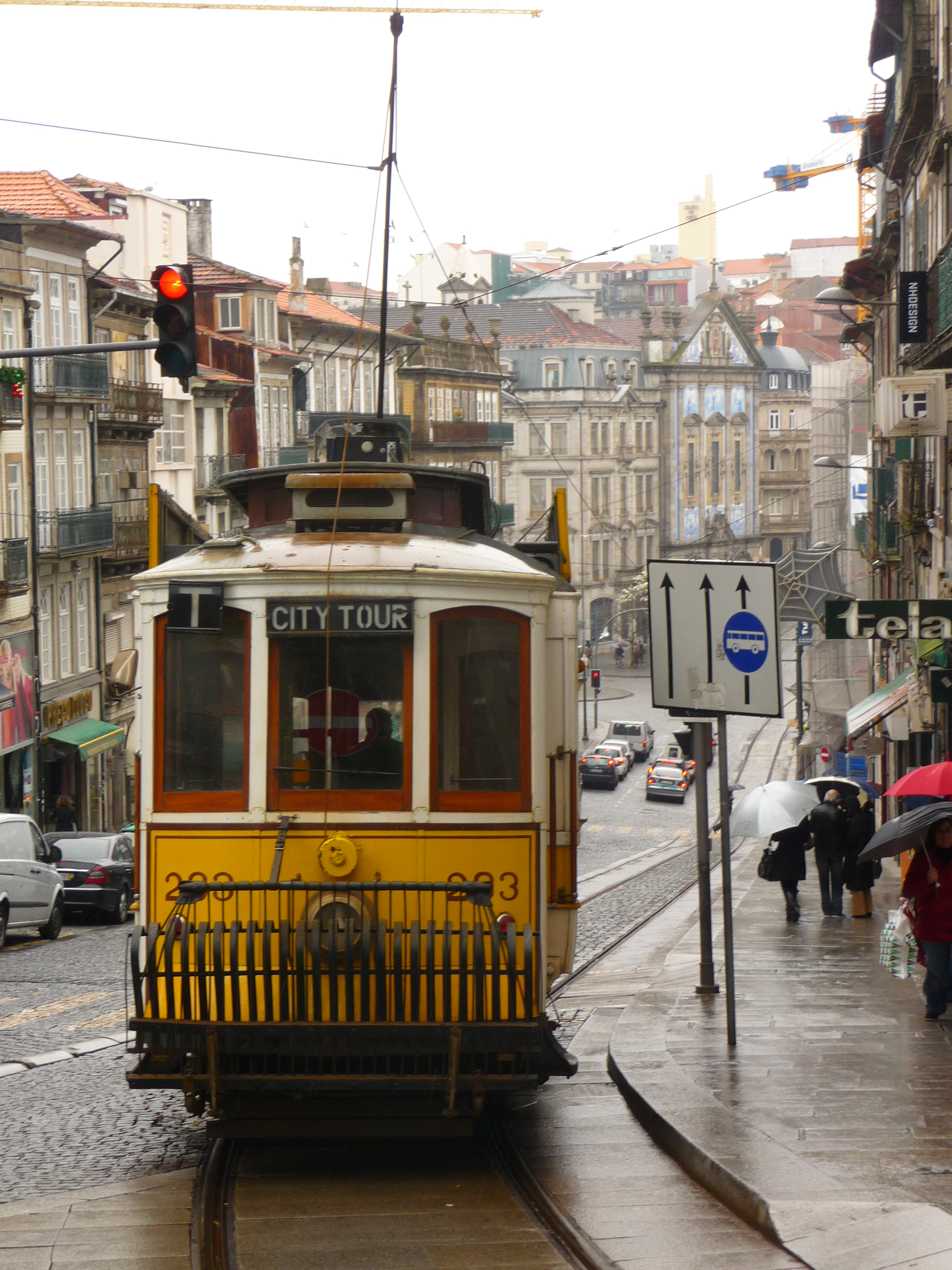
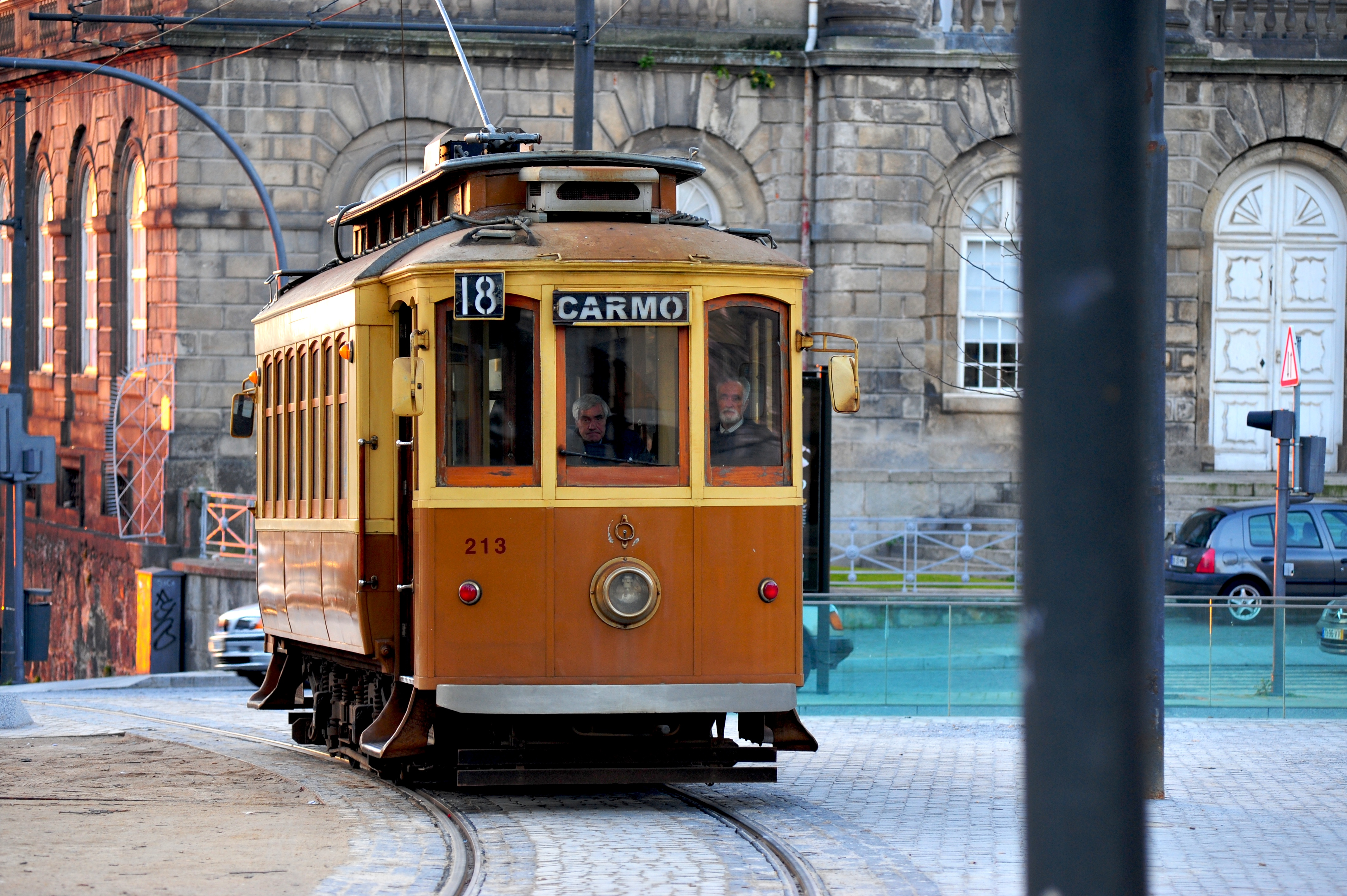
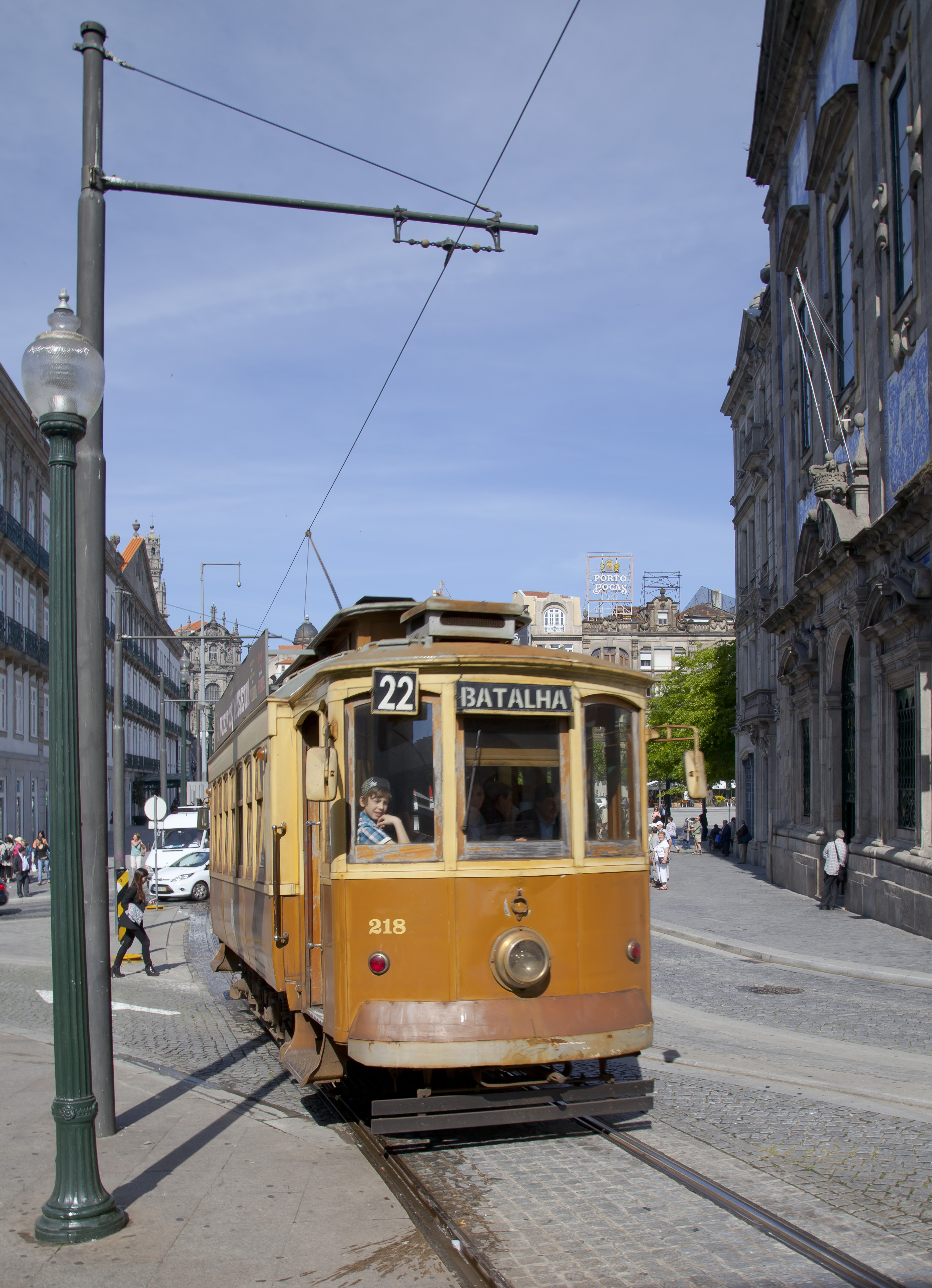
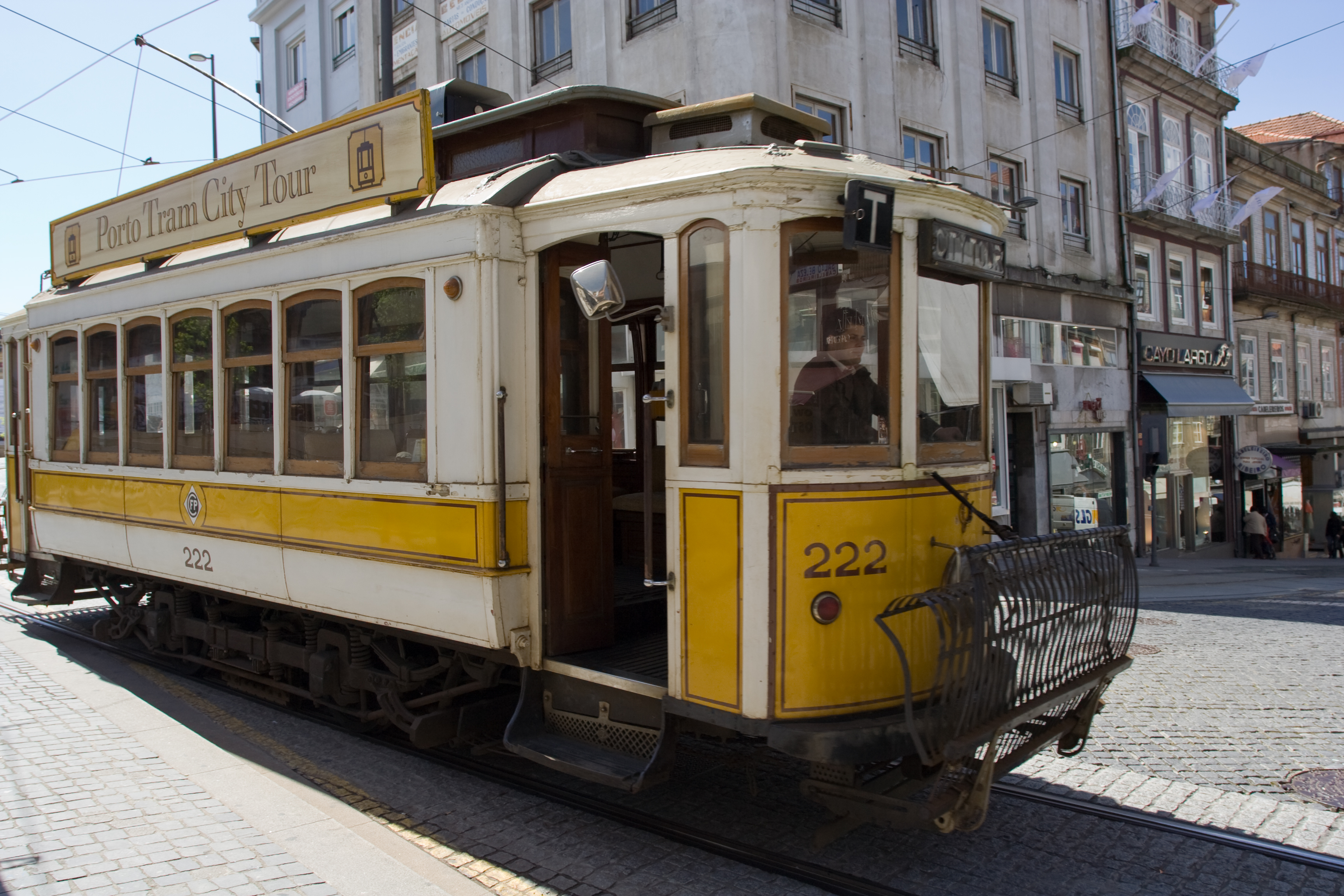
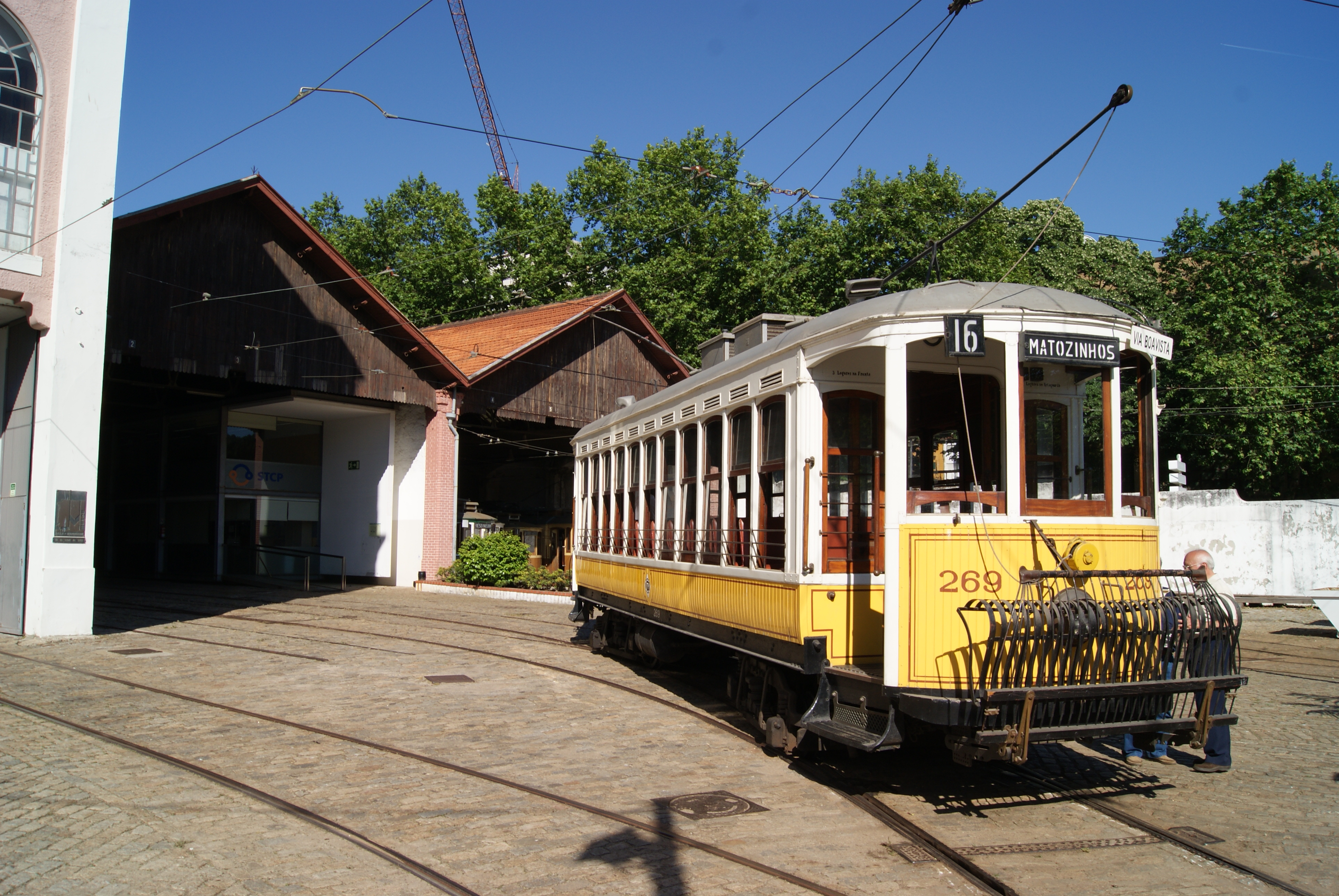
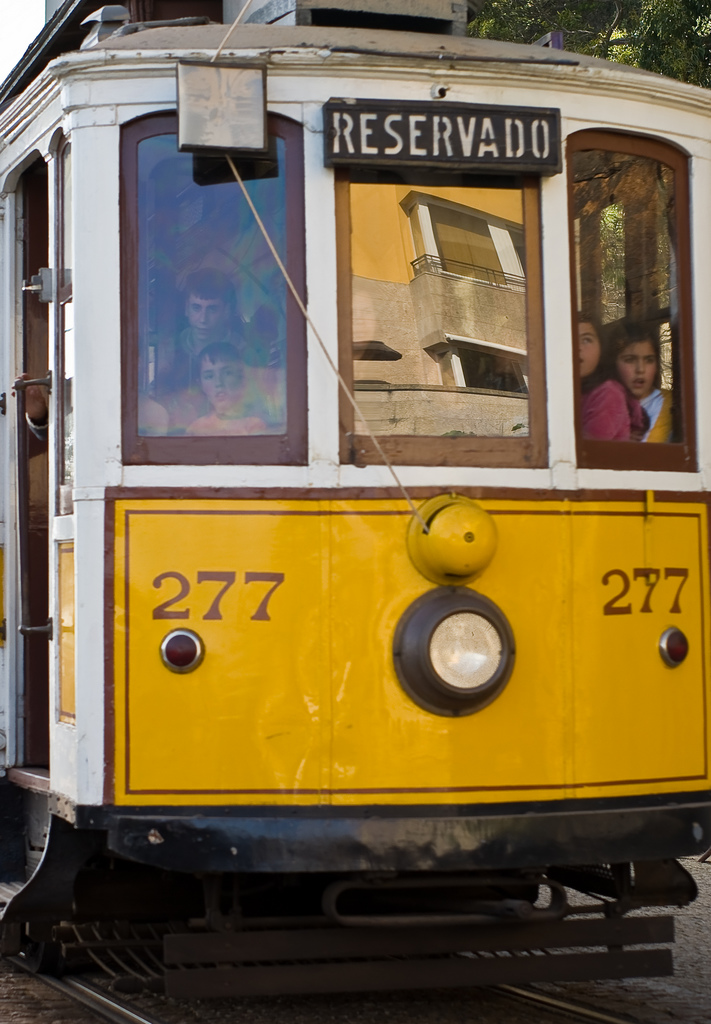
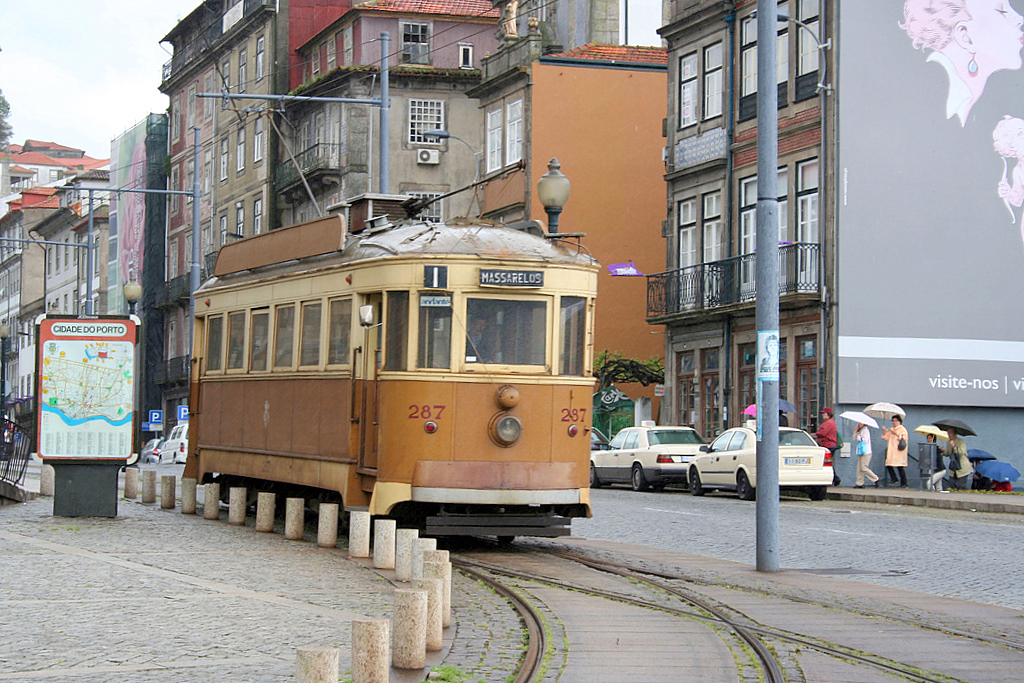
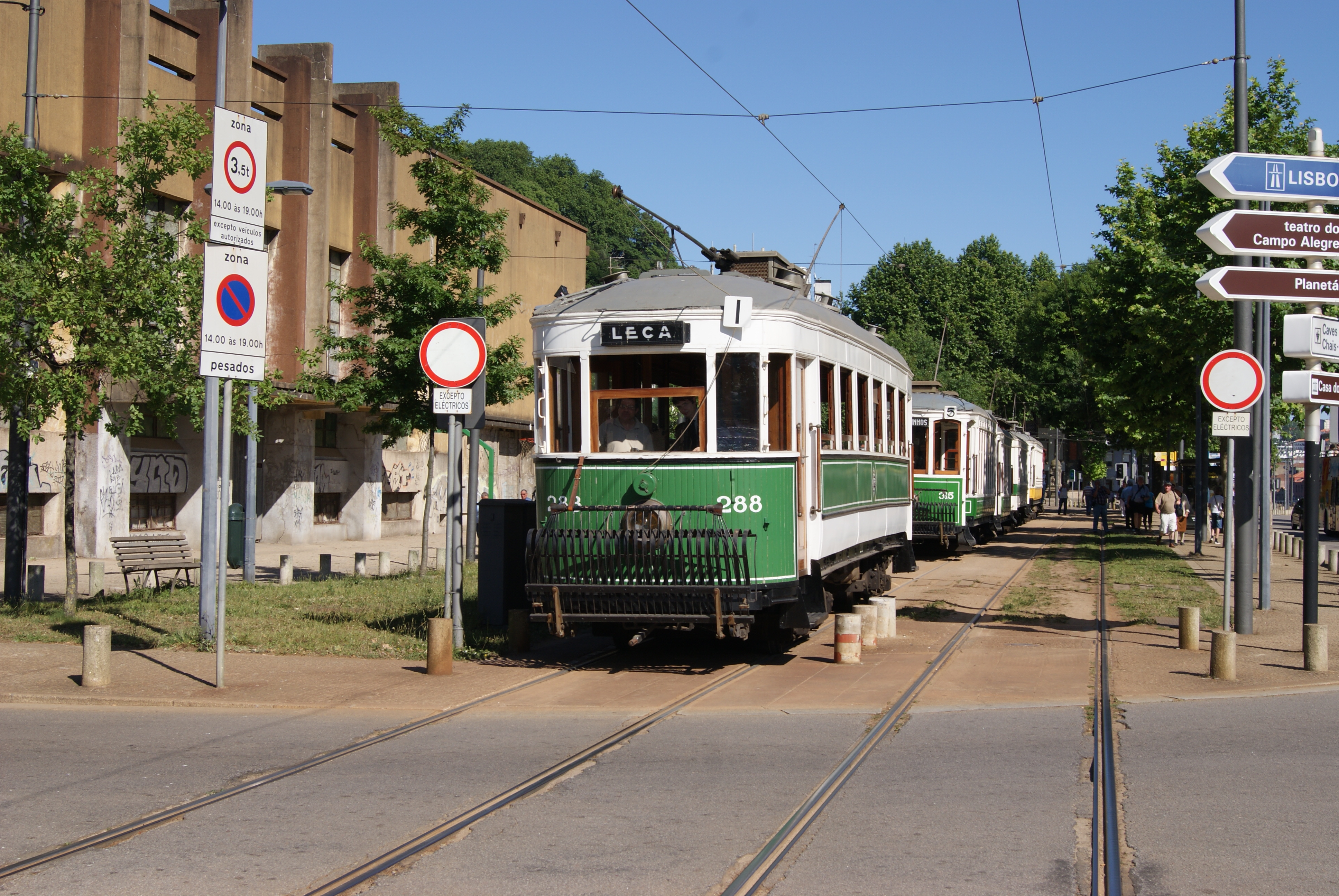
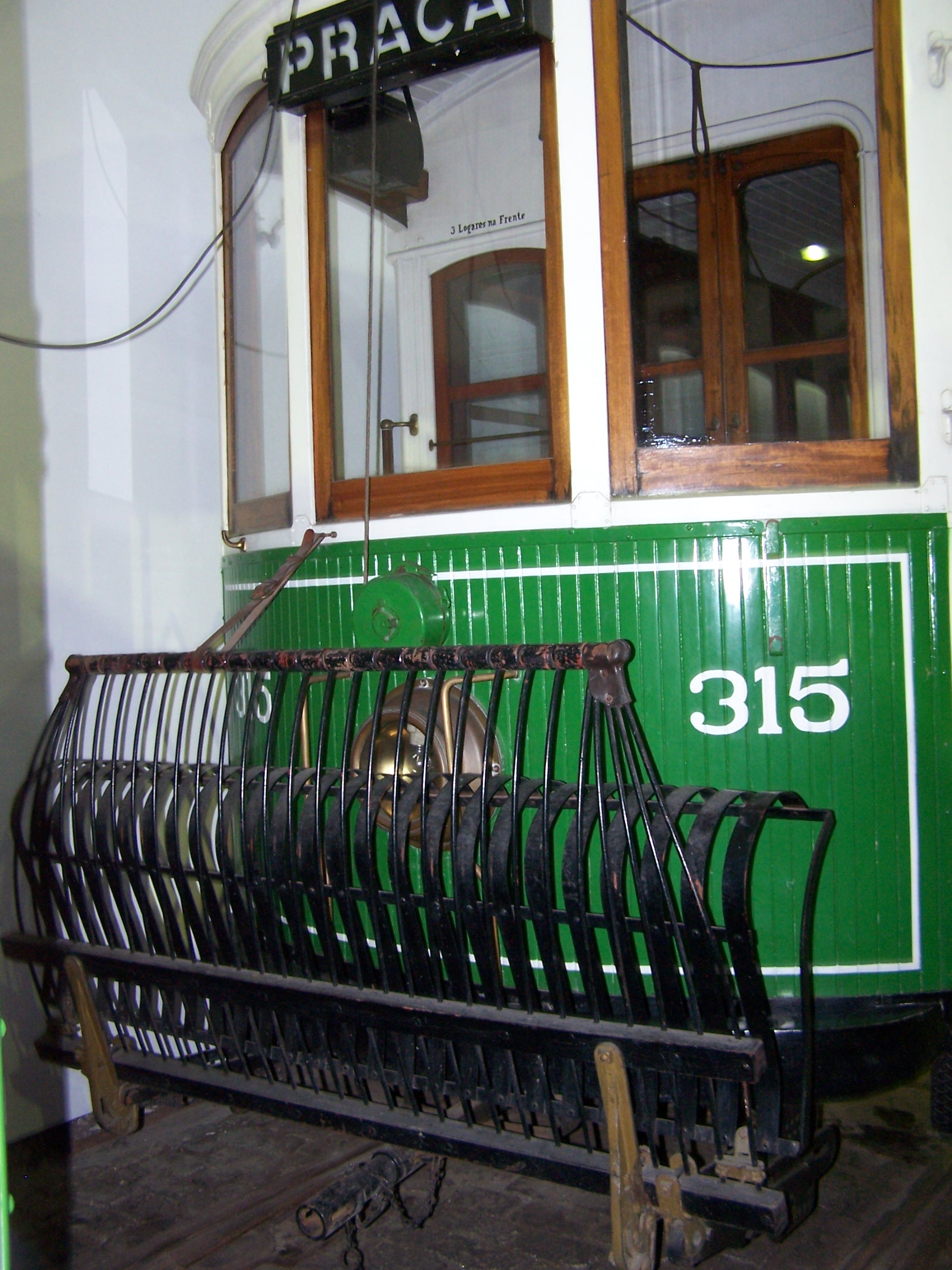
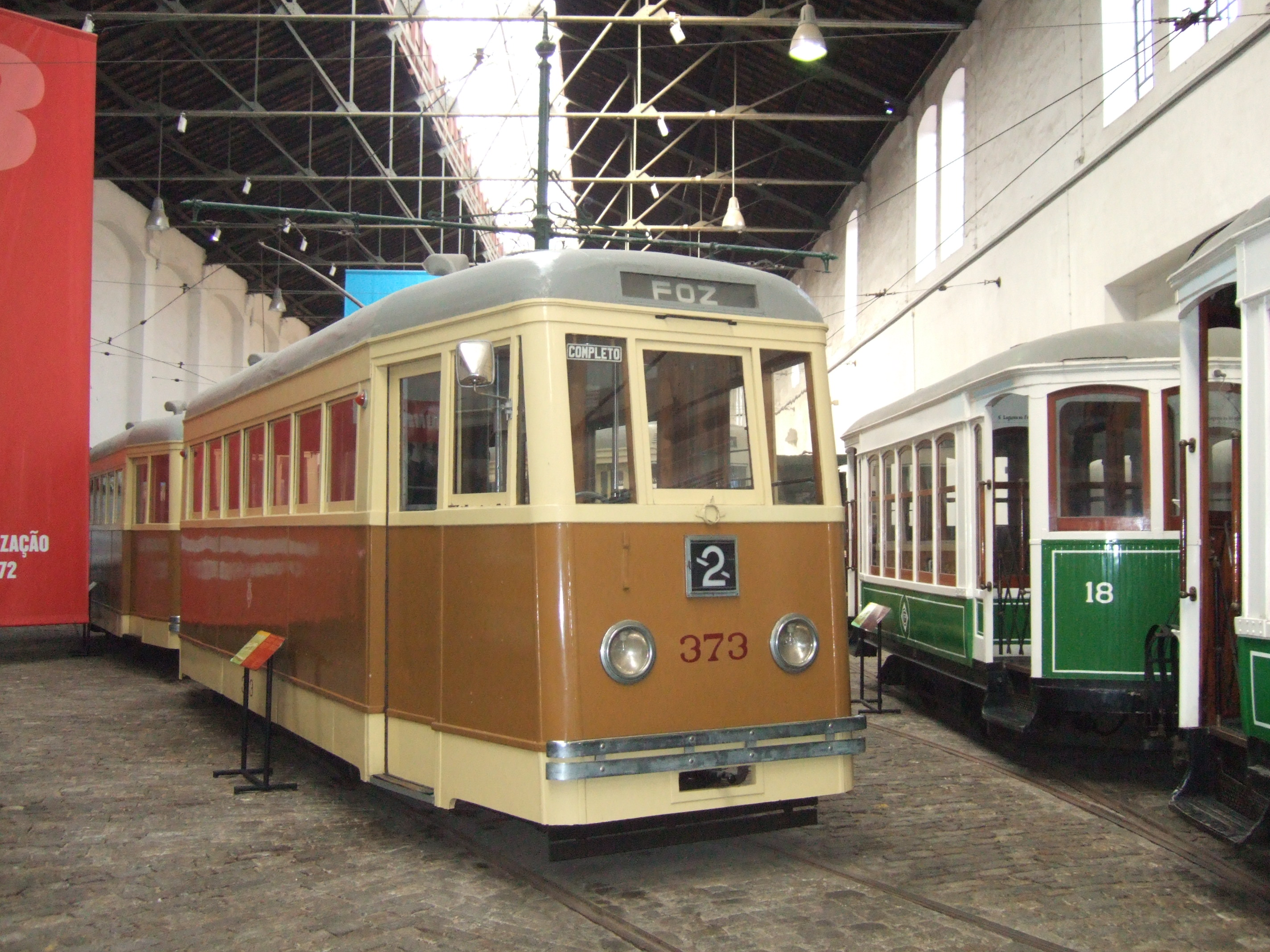
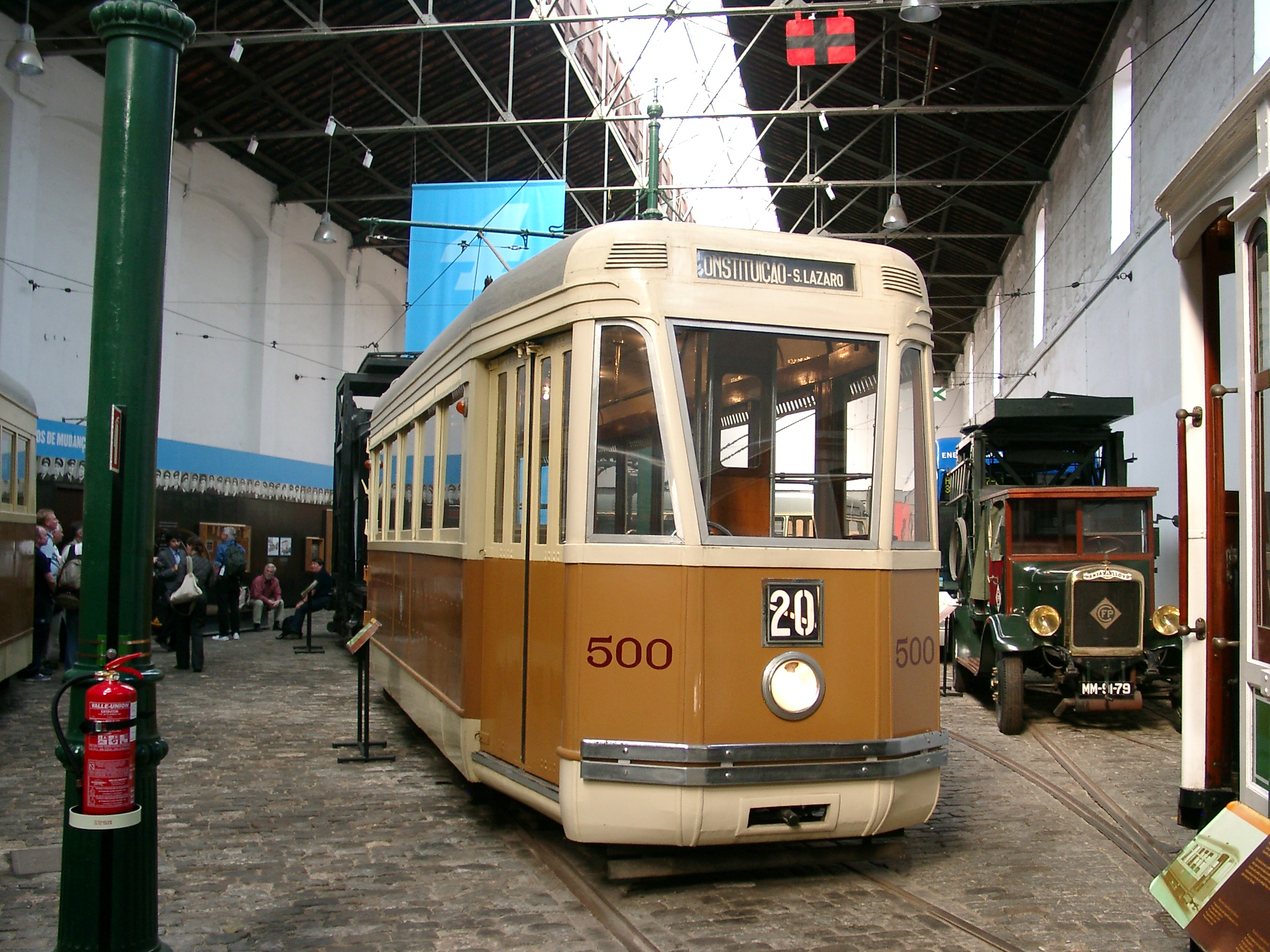

## Útvonalak
- Línea 1: Passeio Alegre - Infante
- Línea 18: Massarelos - Carmo
- Línea 22: Circular Carmo - Batalh
- Línea T: Porto Tram City Tour

## Múzeum
Portóban villamosmúzeum is található. A villamosmúzeum a villamos régi központi erőművében található Massarelosban, az aktív STCP-telep mellett. A múzeumot 1992 májusában avatták fel. Tizenhat villamost, öt pótkocsit és két karbantartó járművet láthatunk itt. A Massarelos és a Passeio Alegre utcákon évente megrendezik a régi villamosok felvonulását.
A múzeumot 2015 novemberében nyitották meg, a belépő 8 euró.